# Алијанело ди Сото (Матера)
Алијанело ди Сото (итал. Alianello di Sotto) је насеље у Италији у округу Матера, региону Базиликата.
Према процени из 2011. у насељу је живело 74 становника. Насеље се налази на надморској висини од 239 м.